# Afrikaans ábécé
Az afrikaans ábécé 26 betűből áll, és a holland ábécén alapul:
A betűk nevei:
Ugyan az ábécé részének tekintjük a C, Q, X, Z betűket is, de ezek csak tulajdonnevekben és még nem meghonosodott idegen szavakban találhatóak meg.
Ugyanakkor az afrikaans írás használja még a következő ékezetes betűket is, amelyek nem részei az ábécének: Á, È, É, Ê, Ë, Í, Î, Ò, Ó, Ô, Ú, Û. Betűrendbe rendezéskor ezeket az ékezetes változatokat nem különböztetjük meg az alapbetűtől. Ezen kívül egyes szavak rövidítésére használják még az aposztrófot (’) is, például: ’n = een, ’t = het stb.

## Lásd még
- Afrikaans nyelv
- Afrikaans kiejtés
- Latin eredetű ábécék